# Agència de Khyber
Agència del Khyber (Khyber Agency, fins a 1947 Khyber Political Agency) és una divisió administrativa dels Territoris Tribals d'Administració Federal (FATA o TTAF) al Pakistan. Té una superfície de 2.576 km² i una població segons el cens de 1998 de 546.730 habitants. Administrativament és dividida en tres unitats administratives: Bara, Jamrud i Landi Kotal. La capital és Landi Kotal. Modernament els seus límits són al nord l'agència Mohmand; a l'est el districte de Peshawar, a l'oest la província de Jalalabad (Afganistan) i al sud l'Agència d'Orakzai.

## Història
Pel tractat de Gandamak de maig de 1879 entre la Gran Bretanya i Afganistan (emir Yakub Khan) es va establir que el pas del Khyber quedaria sota control dels britànics. L'agència va ser creada el mateix 1879 pels britànics com Agència Política del Khyber que va incloure el territori de Mullagori al nord del pas del Khyber, Tirah dels Afridis i el territori a ambdós costats del pas. Es va fer un acord amb el afridis pel qual aquestos van rebre algunes subvencions (87.500 rúpies a l'any) a canvi de vigilar el pas. En endavant el pas va restar permanentment obert mentre l'agència s'autoadministrava. Es van reclutar uns 400 locals anomenats jazailchis, embrió dels Khyber Rifles, encarregats d'escortar les caravanes, que van treballar amb eficàcia sent augmentats a 600 homes. L'agència limitava aleshores al nord amb el riu Kabul i el Safed Koh; a l'est amb el districte de Peshawar; al sud amb els territoris dels aka khel i orakzais; i a l'oest pels territoris de Chamkanni i Masuzai i el Safed Koh.
El 1897 es van produir conflictes a la frontera; els afridis van restar tranquils un temps però l'agost van atacar les posicions del pas i van saquejar Landi Kotal (la guarnició va haver de rendir-se per manca d'aigua) i alguna posició menor. Els Khyber Rifles se'ls van oposar. Com a càstig per aquesta violació dels acords, els britànics van enviar una força a Tirah dirigida per Sir W. Lockhart, que els va imposar una multa de 50.000 rupies i els va confiscar 800 fusells (abril de 1898). L'octubre de 1898 es va signar un nou acord amb els afridis pel qual la tribu acceptava no tenir relacions amb cap altra poder exterior fora dels britànics i a permetre la construcció de carreteres i vies fèrries al Khyber; sota aquestes condicions els subsidis foren restablerts (apujats a 90.000 rupies). Els Khyber Rifles foren augmentats a dos batallons de 600 homes cadascun dels que 50 en total anaven a cavall, tots manats per oficials britànics.
Després del 1947 l'agència fou part de la Província de la Frontera del Nord-oest, de la província de Pakistan Occidental, i el 1970 dels TTAF (FATA)